# Sidi Amar (Marocco)
Sidi Amar  (in arabo سيدي عمار‎?) è un centro abitato e comune rurale del Marocco situato nella provincia di Khénifra, regione di Béni Mellal-Khénifra. Conta una popolazione di 2 175 abitanti (censimento 2014).